# Dobri
Dobri is een plaats (község) en gemeente in het Hongaarse comitaat Zala. Dobri telt 211 inwoners (2001).